# ビーチできゅ〜
『ビーチできゅ〜♥』は、大和田秀樹のビーチバレーをテーマにしたスポ根風ギャグ漫画。「ヤングキング」2003年19号、2004年19号から24号にかけて連載。キャッチコピーは「この世で最も危険な命（タマ）あそび」。
単行本
- 少年画報社 （YKコミックス492） 2005年1月15日発行（2004年12月8日発売） ISBN 4785924926

## 解説
海月（みづき）はビーチバレー部の高校1年生。憧れの王蔵院先輩といつかパートナーを組みたいと語ったところ、即座に快諾され、王蔵院のパートナーである実力No.2の薄井はテレビ映りが悪いという理由で下ろされた。
逆恨みに燃える薄井は、海月をしごきの中でいじめ抜くが、海月は持ち前の能天気さではねのけ、必殺のスパイク捕鯨砲（ホエールガン）を編み出した。薄井のいじめはエスカレートするが、その中でさらに捕鯨砲のバリエーションを生み出して窮地を乗り越えていく。
次第に激しさを増していく薄井のいじめに対して、いじめと気付かない海月とのかみ合わなさがストーリーの肝となる。
主要キャラクターは全員女性だが、険しい表情や血反吐が常態化しているこの漫画において、萌え要素は極めて低調。試合で着用する水着のボトムはなぜかローレグで全員半ケツ状態だが、セクシーには程遠い。
一応ビーチバレーを中心に展開するが、ホールディングなど明らかなルール違反が多い。さらに試合の決着は得点ではなく常に試合相手を倒すことで終わり、相手に命中させることを目的とした一撃必殺の殺人ドッジボール的なものへと変容している。

## 登場人物
葉月海月（はづき みづき）
主人公。河浜高の1年生。極めて天然。他人の悪意を解さず、嫉妬や憎しみとは無縁のお人好しだが、当人が悪意の無い毒舌を吐く事もある。特訓を通じて、その細い体からは想像もつかない強力なスパイクを編み出す。2話以降は本名を忘れられ、親友を含む全員から「くらげ」呼ばわりされるが、本人はそれで普通に受け答えしている。
王蔵院（おうぞういん）
海月の先輩。容姿端麗にして男子も恐れる剛腕プレイヤー。人呼んで「お象夫人」。自分勝手で他人に厳しいが、努力家でもある。勝負に貪欲で、勝ちさえすれば細かいことは言わない度量の広さを持つ。
薄井（うすい）
海月の先輩。高校2年生。自他共に認める不細工。海月の裏返しのような陰湿な性格。海月にパートナーの座を奪われて以来逆恨みし、特訓の名目で海月をしごくが、結果的に海月を恐るべきプレイヤーに育て上げてしまう。当初は明らかなやられ役に過ぎなかったのが、再登場のたび名前に反して存在感を増し、終いにはどこの戦国武将かという器を示すようになった。真の主役はこちらではないかとの意見もある。
島田（しまだ）
薄井と不細工ペアを組む。薄井はまだ髪型がかろうじて女だったが、島田は眉無し短髪リーゼントでどう見ても男である。
米沢（よねざわ）
海月の親友。通称ヨネっち。薄井について海月に何度も注意を呼びかけるが、薄井を良い人と信じる海月は意に介さない。
ミリンダとアン
アメリカ合衆国ユタ州のチャンピオンペア。しかし海月の捕鯨砲の敵ではなく、海月を慢心させる原因となった。
ブリギッド＝ギーン
全米ハイスクールチャンピオン。海月の慢心を打ち砕いた。

## 技リスト
捕鯨砲（ホエールガン）
使用者：海月。薄井のしごきによって開花し、薄井に毒を盛られてさらにパワーアップした。
電撃捕鯨砲（ライトニングホエールガン）
使用者：海月。海月自身が落雷を受けて帯電すると撃てるようになる。
超音速捕鯨砲（スーパーソニックホエールガン）
使用者：海月。ボールを持たずにスパイク動作をすることで衝撃波を放つ。
正義の鉄槌（ハンマーオブジャスティス）
使用者：ブリギッド＝ギーン。とにかく強いスパイク。
不細工砲（アグリー・キャノン）
使用者：薄井。致死性のスパイク。
涅槃捕鯨砲（ニルヴァーナホエールガン）
使用者：海月。技を受けた者の煩悩を殺し、解脱へと誘う。

## 備考
- 海月の名前は苗字も合わせると「8月のクラゲ」となり、盆過ぎに増えるクラゲからの発想と思われる。
- 海月の寝姿は弥勒菩薩半跏思惟像を思わせる。有名なものがいくつか存在するが、右手の指の形は、最も有名な広隆寺のものに近い。
- 各話のタイトルは以下に示すように、『機動戦士ガンダム』（TVシリーズ）のサブタイトルからのもじり。
  1. くらげ大地に立つ（ガンダム大地に立つ）
  2. くらげ破壊命令（ガンダム破壊命令）
  3. くらげの補給艦を叩け!（敵の補給艦を叩け!）
  4. 復活の薄井（復活のシャア）
  5. くらげよ止まれ（時間よ、とまれ）
  6. 光るくらげ（光る宇宙）
  7. 脱出（脱出）